# Angelina Beloff
Angelina Beloff (urodzona jako Angelina Petrowna Biełowa; ros. Ангелина Петровна Белова; ur, 23 czerwca 1879 w Petersburgu, zm. 30 grudnia 1969 w Meksyku) – rosyjsko-meksykańska malarka, tworząca w swoim oryginalnym stylu, głównie w Meksyku.

## Życiorys
Angelina Beloff urodziła się w Petersburgu, w carskiej Rosji i wychowywała się w rodzinie intelektualistów. W 1905 roku rozpoczęła studia na Akademii Sztuk Pięknych w Petersburgu. Zachęcona przez rodzinę i profesorów, po śmierci rodziców przeniosła się do Francji w 1909 roku, aby kontynuować naukę.

### Paryż
Mieszkała w Paryżu przy wsparciu rządu rosyjskiego oraz funduszu powierniczego od swojej rodziny, pracując najpierw w pracowni Henriego Matisse’a, a później w pracowni hiszpańskiego malarza Hermenegilda Anglada Camarasa. W tym czasie nauczyła się techniki grawerowania w drewnie i metalu oraz zdobywała uznanie za malarstwo i rysunek. Pracowała również jako nauczycielka sztuki.
We Francji i Belgii poznała wielu meksykańskich artystów, m.in. malarza Diega Riverę podczas swojej podróży z artystką Marią Blanchard do Brukseli.
Pod koniec 1909 r. Angelina i Diego pobrali się w Paryżu. Mieli jedno dziecko o imieniu Miguel Ángel (Dieguito): synek zmarł w 1917 r. z powodu powikłań płucnych, gdy miał zaledwie czternaście miesięcy. Życie pary w Paryżu nie było łatwe z ekonomicznego punktu widzenia, szczególnie podczas pierwszej wojny światowej, gdy brakowało podstawowych artykułów pierwszej potrzeby oraz materiałów artystycznych. Angelina podejmowała różne prace, poświęcając własny rozwój twórczy, aby Rivera mógł malować. W pozostawionym pamiętniku opisywała swoje życie małżeńskie, m.in. wymianę pomysłów malarskich i wspólne projekty, a także relacje z innymi malarzami z tamtych czasów oraz niewierność męża.
W 1921 r. Rivera został wezwany z powrotem do Meksyku przez pisarza i polityka, José Vasconcelosa Calderóna, aby tworzyć malarskie prace o rewolucji meksykańskiej. Z powodów finansowych Beloff nie mogła towarzyszyć mężowi w podróży. Diego nie wrócił już do żony, której przesyłał jedynie wsparcie finansowe, nie odpowiadając na jej rozpaczliwe listy. Angelina została sama po tym, jak Rivera poślubił meksykańską modelkę i pisarkę, Guadalupe Marín, a później Fridę Kahlo. Nawet, gdy na chwilę wrócił do Paryża w 1927 roku, nie skontaktował się z Angeliną.

### Meksyk
Prawie dwunastoletni związek z meksykańskim malarzem, wprowadził ją samą do świata meksykańskich artystów. Przyjaźniła się m.in. z Davidem Alfaro Siqueirosem, Adolfo Best Maugardem, Ángelem Zárraga, Robertem Montenegro.
W 1932, mając 53 lata, wyjechała do Meksyku na zaproszenie pisarza Alfonso Reyesa i artysty Germana Cueto. Nie należała do sfery społecznej i zawodowej byłego męża, natomiast stworzyła swoją sieć kontaktów i przyjaciół. Spotykając czasem Riverę, jedynie – jak wspominała – drwiła z niego trochę, on jej zazwyczaj nie rozpoznawał. Mieszkała 37 lat w Meksyku, kontynuując karierę artystyczną i tworząc liczne instytucje publiczne zajmujące się sztuką. Zmarła w wieku 90 lat.

## Twórczość artystyczna
Do czasu wyjazdu z Europy w 1932 r., Angelina Beloff, regularnie wystawiała swoje prace w Tullerías, Independentes i innych galeriach. Podczas pobytu w Paryżu malowała portrety różnych mieszkających tam słynnych Meksykanów. W latach 50. XX wieku, w Meksyku, wystawiała w Sala de Arte w Secretaría de Educación Pública (SEP), Galería de Arte Mexicano i Salón de la Plástica Mexicana (SPM) [Salon Sztuki Meksykańskiej].
Była jednym z wielu zagranicznych artystów zaproszonych do Meksyku, aby pomóc ukształtować krajową scenę kulturalną w dekadach po rewolucji meksykańskiej. W 1932 r. zaczęła pracować jako nauczycielka rysowania i grawerowania w szkołach i pracowniach dla Secretaría de Educación Pública, a później także w Instituto Nacional de Bellas Artes.
Duża część jej pracy dydaktycznej była związana z tworzeniem teatru dla dzieci, zwłaszcza marionetek, lalek i scenografii. W latach 30. XX wieku SEP wspierało tworzenie teatrów marionetkowych i lalkowych, a Beloff był głównym promotorem tej idei. Stworzyła wiele znanych marionetek, w tym jedną o nazwie „Pastillita”. W 1945 r. opublikowała także książkę poświęconą tej tematyce, pt. Muñecos animados, historia, técnica y función educationativa de teatro de muñecos en México y en el mundo.

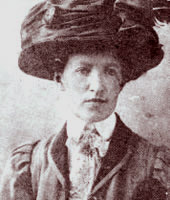
Angelina Beloff w 1909 r.

Od 1934 r. była członkinią Liga de Escritores y Artistas Revolucionarios (LEAR) [ Liga Rewolucyjnych Pisarzy i Artystów], w 1947 weszła w struktury Sociedad Mexicana de Grabadore [Meksykańskie Towarzystwo Rytowników], w 1948 znalazła się wśród artystów tworzących Sociedad para el Impulso de las Arts Plásticas [Towarzystwo Promocji Sztuk Plastycznych], a w 1949 stała się członkinią Salón de las Plástica Mexicana.

### Techniki i styl
Angelina Beloff tworzyła prace olejne, akwarele, akwaforty, fotografie, grafiki (stworzyła nowe techniki trawienia), gwasze i mistrzowskie rysunki. W jej pracowni powstawały portrety, pejzaże, ilustracje edukacyjne i inne, a także scenografie teatralne i marionetki.
Jej prace artystyczne były połączeniem stylów europejskich z meksykańskimi obrazami i kolorami. W twórczości Beloff można dostrzec wpływ stylu Matisse`a, Cézanne`a i Picassa. Tworzyła martwe natury, portrety i pejzaże. W swojej twórczości unikała meksykańskich symboli narodowych, wybierając bliskie życia przedstawienia z naciskiem na szczegóły.
Jest znana z obrazów takich jak: Avenida Hidalgo vista desde Bellas Artes (1949), Retrato de Susana Díaz de León (1948).

### Prace w kolekcjach muzealnych
Większość jej rycin, akwareli i olejów trafiła do kolekcji publicznych i prywatnych, w tym do muzeów w Meksyku: Museo de Arte Moderno, Museo Nacional de Arte i Blaisten Collection. Duża liczba jej prac, zwłaszcza rysunków i rycin w metalu i drewnie, od r. 1994 jest częścią kolekcji Museo Dolores Olmedo. Jest to najważniejsza kolekcja prac Beloff. Z wyjątkiem obrazu pt. Tepoztlan, wszystkie prace w tym zbiorze pochodzą z jej wczesnego okresu twórczości we Francji (lata 1910–1920). Kolekcja obejmuje trzydzieści oryginalnych drzeworytów zamówionych przez wydawnictwo Arthem Fayard do zilustrowania powieści Ariane, June fille russe [Ariane, młoda Rosjanka] Claude'a Aneta. Innymi ważnymi dziełami w zbiorze są akwarele i suchoryt, który ilustruje powieść „Aby zbudować ogień” Jacka Londona.

## Recepcja życia i twórczości
Za życia Beloff, jej twórczość została przyćmiona przez związek z Diego Riverą i jego późniejsze słynne małżeństwa. Jej prace są praktycznie nieznane w Rosji i Francji, choć są doceniane przez wielu naukowców. Wystawy jej prac są rzadkie. W latach 80. w Museo Casa Estudio Diego Rivera y Frida Kahlo zaprezentowano publiczności twórczość Beloff, koncentrując się na rycinach. W 2012 roku, w Museo Mural Diego Rivera, miała miejsce retrospektywa twórczości Beloff: wystawiono dziewięćdziesiąt prac.
Książki w limitowanych edycjach, które ilustrowała swoimi drzeworytami, są praktycznie nieosiągalne.
Opublikowano dwie książki o życiu Angeliny Beloff. Elena Poniatowska napisała w 1978 roku powieść opartą na fikcyjnych listach Beloff do Rivery pt. „Querido Diego, te abraza, Quiela” [Kochany Diego, całuję cię Quiela], która miała też adaptację radiową. Powieść została przetłumaczona na angielski jako Dear Diego, with Love, Quiela [Drogi Diego, z miłością, Quiela].
Ukazała się także autobiografia Beloff pt. En sus Memorias, wydana przez UNAM w 1986 r.